# 제2차 세계 대전 연표 (1942년)
제2차 세계 대전 연표 (1942년)는 제2차 세계 대전 1942년 중 있었던 사건, 전투 등을 정리해 나타낸 연표이다.
- 1월 7일: 모스크바 공방전이 독일군의 패배로 끝남
- 1월 20일: 독일에서 반제회의, 나치당, SS관계자, 각성 차관 등이 유대인 문제의 최종해결법 논의
- 1월 21일: 에르빈 롬멜의 2차 공세가 시작됨
- 1월 23일: 아게다비아가 추축국에 점령됨
- 1월 29일: 벵가지가 추축국에 점령됨
- 2월 1일: 체스터 니미츠의 미군이 마셜 제도를 공격함
- 2월 8일: 히틀러가 슈페아를 군수상으로 임명
- 2월 23일: 미군이 라바울을 폭격하고 웨이크섬의 일본군을 공격함
- 2월 25일: 일본군이 자와섬을 제외한 모든 태평양 지역을 점령함
- 2월 27일: 일본군이 자와섬에 상륙해 연합군을 격파함
- 3월 28일: 영국 공군이 독일 뤼벡을 공습
- 3월 말: 유대인들을 [[ 제2공화국]폴란드] 아우슈비츠 수용소로 이송 개시
- 4월 9일: 일본군이 연합군 포로들을 강제적으로 행진한 바탄 죽음의 행진에서 전쟁범죄를 저지름
- 4월 18일: 둘리틀 공습 작전으로 미군 폭격기 16대가 세계최초로 일본 각지를 폭격함
- 5월 4일: 세계 최초의 항공모함 대 항공모함 해전인 산호해 해전이 벌어짐
- 5월 6일: 일본군이 코레히도르섬을 점령함
- 5월 8일: 산호해 해전에서 연합군이 전략적으로 패배함
- 5월 27일: 독일의 SS소장 라인하르트 하이드리히가 체코 프라하에서 저격당함
- 6월: 아우슈비츠 수용소에서 대량 살육이 시작됨
- 6월 4일: 일본군과 미군이 미드웨이 해전을 벌임
- 6월 4일: 라인하르트 하이드리히가 저격 부상으로 사망함
- 6월 6일: 미군 항공모함 요크타운 호가 일본군 잠수함의 어뢰를 맞고 침몰
- 6월 7일: 미드웨이 해전에서 미군이 승리해 태평양 전쟁의 주도권을 잡음
- 6월 11일: 추축국 군대가 토브룩으로 진격하기 시작함
- 6월 21일: 토브룩이 추축국 군대에 점령됨
- 6월 28일: 독일군이 여름 공세를 개시함
- 6월 30일: 에르빈 롬멜이 북아프리카 방면 사령관으로 엘 알라메인에 도착해 제1차 엘 알라메인 전투를 벌임
- 7월 1일: 독일군이 소련 크림반도의 세바스토폴을 점령함
- 7월 중순: 에르빈 롬멜이 봉쇄당한 채 더 이상 진격하지 못하고 제1차 엘 알라메인 전투가 종결됨
- 8월 7일: 연합군이 과달카날에 상륙해 일본군과 대치함
- 8월 20일: 독일의 로란트 프라이스라가 민족재판소 장관이 됨
- 8월 21일: 독일군과 소련군의 스탈린그라드 전투가 시작됨
- 8월 24일: 솔로몬 제도에서 일본군과 미군이 솔로몬 해전을 벌임
- 8월 25일: 솔로몬 해전이 미군의 승리로 끝남
- 10월 5일: 히틀러가 독일 국내의 강제 수용소로부터 아우슈비츠 수용소로 유대인 이송을 명령
- 10월 23일: 버나드 몽고메리의 영국군 제8군이 반격을 시작해 제2차 엘 알라메인 전투를 벌임
- 11월 6일: 제2차 엘 알라메인 전투에서 롬멜의 독일군이 궤멸되고 서쪽 리비아 지역으로 후퇴함

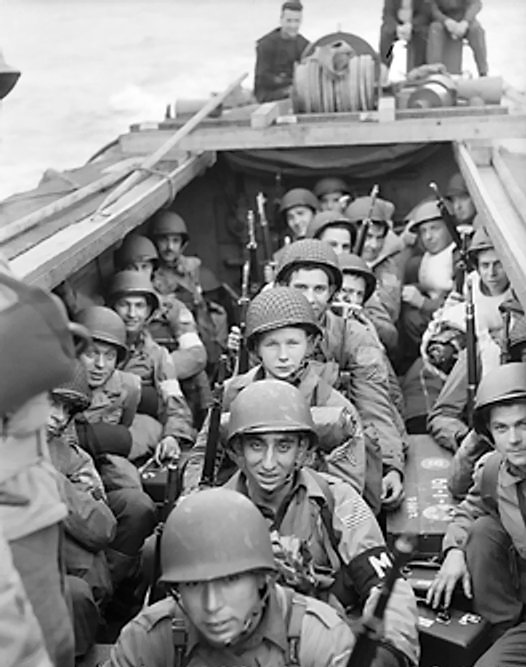
횃불 작전 중 상륙정에 탑승한 미군

- 11월 7일~11월 8일: 연합군이 북아프리카에 상륙해 알제리와 모로코에서 일명 횃불 작전을 실행함
- 11월 9일: 시디 바라니가 연합군에 점령됨
- 11월 11일: 비시 정권 하의 비점령 지역이 점령 지역으로 편입되어 튀론 항을 제외한 전 프랑스 영토를 독일군이 점령함
- 11월 11일: 토브룩이 다시 연합군에 점령됨
- 11월 17일: 연합군이 튀니지에서 추축국 군대를 밀어붙침
- 11월 19일: 스탈린그라드 전투에서 소련군이 반격을 시작함
- 11월 20일: 벵가지가 연합군에 점령됨
- 11월 22일: 스탈린그라드에서 소련군이 독일군 25만 명을 포위 공격함
- 11월 27일: 독일군이 튀론 항을 점령해 전 프랑스 영토를 완전히 점령
- 12월 25일: 시르테가 연합군에 점령됨

## 같이 보기
- 제2차 세계 대전 연표 (1943년)